# Chunggang
Chunggang (kor. 중강군, Chunggang-kun) – powiat w Korei Północnej, w prowincji Chagang. W 2008 roku liczył ok. 41 tys. mieszkańców. 
Powiat leży przy granicy z Chinami. W przeszłości nosił nazwę Chunggangjin. Klimat jest kontynentalny z bardzo mroźnymi zimami. W 1933 roku zanotowano tu temperaturę -43°C.